# Elezioni europee del 2024 in Polonia
Le elezioni europee del 2024 in Polonia si sono tenute domenica 9 giugno per eleggere i 53 membri del Parlamento europeo spettanti alla Polonia.

## Sistema elettorale
Per le elezioni europee, la legge elettorale polacca prevede l’applicazione, in 13 collegi plurinominali, di un sistema elettorale a base proporzionale con liste aperte ed una soglia di sbarramento al 5%.
Le preferenze sono in seguito tradotte in seggi secondo il metodo D'Hondt.
Tutte le persone che hanno la cittadinanza polacca ed una residenza principale in Polonia, i cittadini polacchi senza residenza in Polonia (c.d. “polacchi all'estero”) e altri cittadini dell'Unione (se la loro residenza principale è in Polonia) hanno diritto di voto alle elezioni europee nel paese.
L’esercizio attivo del diritto è ammesso dai 18 anni in su, compresi coloro che compiono tale età entro il giorno delle elezioni, al più tardi. La registrazione al voto è attuata d’ufficio in base alla residenza.
L’esercizio del diritto di candidarsi è ammesso per tutte le persone che hanno diritto di voto e hanno raggiunto l'età di 21 anni il giorno delle elezioni.
È ammesso il voto per posta, ma solo per disabili, individui in isolamento o anziani di età superiore a 60 anni, così come il voto per procura, sebbene solo per disabili o anziani di età superiore a 60 anni. Non è invece ammesso il voto elettronico e non è disposto alcun obbligo di voto.

## Risultati
| Liste           | Liste | Partito Europeo            | Gruppo              | Voti       | %     | Seggi       |
| --------------- | --- | -------------------------- | ------------------- | ---------- | ----- | ----------- |
|                 | Coalizione Civica (KO) • Piattaforma Civica (PO) • Iniziativa Polacca (iPL) • Partito Verde (Z) • Nowoczesna (.N) • Indipendenti (IND) | • PPE • – • PVE • ALDE • – | • PPE • PPE • –     | 4.359.443  | 37,06 | 21 17 1 – 3 |
|                 | Destra Unita (ZP) • Diritto e Giustizia (PiS) • Polonia Sovrana (SP) • Indipendenti (IND) | • CRE • –                  | CRE • CRE • –       | 4.253.169  | 36,16 | 20 18 2 –   |
|                 | Confederazione Libertà e Indipendenza (KWiN) • Nowa Nadzieja (NN) • Confederazione della Corona Polacca (KKP) • Movimento Nazionale (RN) • Movimento Europa Reale - Europa Christi (RPE-EC) • Wolnościowcy (W-NI) • C’è Una Polonia (PJJ) • Indipendenti (IND) | –                          | • ESN • NI • NI • – | 1.420.287  | 12,08 | 6 3 1 2 –   |
|                 | Terza Via (TD) • Partito Popolare Polacco (PSL) • Polonia 2050 (P2050) • Unione dei Democratici Europei (UED) • Centro per la Polonia (CdP) • Wolnościowcy (W-NI) • Partito Regionale della Slesia (SPR/SR) • Indipendenti (IND)                               | • PPE • –                  | • PPE • RE • –      | 813.238    | 6,91  | 3 2 1 –     |
|                 | La Sinistra (LEWICA) • Nuova Sinistra (NL) • Lewica Razem (LR) • Unione del Lavoro (UP) • Indipendenti (IND) | • PSE • CEEGLA • PSE • –   | S&D • S&D • –       | 741.071    | 6,30  | 3 –         |
|                 | Altri (<1,00%) | –                          | –                   | 174.786    | 1,49  | –           |
| Totale          | Totale | Totale                     | Totale              | 11.761.825 | 100   | 53          |
| Voti non validi | Voti non validi | Voti non validi            | Voti non validi     | 67.031     | 0,57  |             |
| Votanti         | Votanti | Votanti                    | Votanti             | 11.829.556 | 40,65 |             |
| Elettori        | Elettori | Elettori                   | Elettori            | 29.098.155 |       |             |